# 铁岗水库
铁岗水库，是广东省深圳市宝安区西乡河上的一座中型水库，是深圳境内最大的水库。水库于1956年冬季动工，1957年夏季主体竣工。坝址集水面积64平方千米，总库容8322万立方米。主坝为混凝土防渗墙均质坝，最大坝高21.6米，坝顶长320米，坝顶宽4米。2002年深圳市东江水源工程及网络干线工程正式投入运行，铁岗水库成为东江水源工程末端调节水库之一。2006年启动铁岗水库扩建加坝工程，竣工后总库容9950万立方米。铁岗水库每天向深圳西乡、蛇口等地供水，是深圳市重要的水源地。